# Unterseeboot 251
Le Unterseeboot 251 (ou U-251) est un sous-marin allemand (U-Boot) de type VII.C utilisé par la Kriegsmarine (marine de guerre allemande) pendant la Seconde Guerre mondiale.

## Historique
Mis en service le 20 septembre 1941, l'Unterseeboot 251 effectue son temps d'entraînement initial à Danzig au sein de la 6. Unterseebootsflottille jusqu'au 30 avril 1942, puis l'U-251 rejoint son unité de combat à Saint-Nazaire toujours avec la 6. Unterseebootsflottille. Le 1er juillet 1942, il rejoint la 11. Unterseebootsflottille à Bergen puis la 13. Unterseebootsflottille à Trondheim le 1er juin 1943. 

Il quitte le service actif le 1er juillet 1943 pour devenir navire d'entrainement dans la 24. Unterseebootsflottille à Memel.

Du 1er décembre 1943 au 28 février 1945, l'U-251 est affecté à la 21. Unterseebootsflottille à Pillau comme navire d'essai. Le 1er mars 1945, il rejoint la 31. Unterseebootsflottille à Hambourg comme navire d'entrainement.
L'Unterseeboot 251 effectue dix patrouilles dans lesquelles il coule deux navires marchands ennemis pour un total de 11 408 tonneaux au cours des 210 jours en mer.
Il réalise sa première patrouille, quittant le port de Kristiansand le 20 avril 1942 sous les ordres du Kapitänleutnant  Heinrich Timm. Après six jours de mer, l'U-251 rejoint le port de Kirkenes qu'il atteint le 25 avril 1942.
Pour sa dixième patrouille, il quitte le port de Kiel le 16 avril 1945 sous les ordres de l'Oberleutnant zur See Franz Säck. Après quatre jours en mer, l'U-251 est coulé le 19 avril 1945 dans le Kattegat au sud de Göteborg à la position géographique de 56° 37′ N, 11° 51′ E par des roquettes tirées de huit avions De Havilland DH.98 Mosquito britanniques et norvégiens (Squadron 235, 248 et 143). 
Trente-neuf membres d'équipage meurent dans cette attaque ; il y a quatre survivants.

## Affectations successives
- 6. Unterseebootsflottille à Danzig du 20 septembre 1941 au 30 avril 1942 (entrainement)
- 6. Unterseebootsflottille à Saint-Nazaire du 1er mai au 30 juin 1942 (service actif)
- 11. Unterseebootsflottille à Bergen du 1er juillet 1942 au 31 mai 1943 (service actif)
- 13. Unterseebootsflottille à Trondheim du 1er juin au 30 juin 1943 (service actif)
- 24. Unterseebootsflottille à Memel du 1er juillet au 30 novembre 1943 (entrainement)
- 21. Unterseebootsflottille à Pillau du 1er décembre 1943 au 28 février 1945 (navire d'essai)
- 31. Unterseebootsflottille à Hambourg du 1er mars au 19 avril 1945 (entrainement)

## Commandement
- Kapitänleutnant Heinrich Timm du 20 septembre 1941 au 1er septembre 1944
- Oberleutnant zur See Franz Säck du 19 avril au 19 avril 1945

## Patrouilles
|       | Commandant           | Départ            | Départ       | Arrivée           | Arrivée      | Jours     | Succès   |
| ----- | -------------------- | ----------------- | ------------ | ----------------- | ------------ | --------- | -------- |
|       | Kptlt. Heinrich Timm | 18 avril 1942     | Kiel         | 19 avril 1942     | Kristiansand | 2 jours   |          |
| 1     | Kptlt. Heinrich Timm | 20 avril 1942     | Kristiansand | 25 avril 1942     | Kirkenes     | 6 jours   |          |
|       | Kptlt. Heinrich Timm | 29 avril 1942     | Kirkenes     | 7 mai 1942        | Kirkenes     | 9 jours   | 6 153    |
|       | Kptlt. Heinrich Timm | 9 mai 1942        | Kirkenes     | 13 mai 1942       | Skjomenfjord | 5 jours   |          |
|       | Kptlt. Heinrich Timm | 15 mai 1942       | Skjomenfjord | 17 mai 1942       | Trondheim    | 3 jours   |          |
|       | Kptlt. Heinrich Timm | 22 mai 1942       | Trondheim    | 24 mai 1942       | Skjomenfjord | 3 jours   |          |
| 2     | Kptlt. Heinrich Timm | 26 mai 1942       | Skjomenfjord | 29 mai 1942       | Skjomenfjord | 4 jours   |          |
| 3     | Kptlt. Heinrich Timm | 7 juin 1942       | Skjomenfjord | 5 juillet 1942    | Harstad      | 29 jours  |          |
|       | Kptlt. Heinrich Timm | 6 juillet 1942    | Harstad      | 15 juillet 1942   | Narvik       | 10 jours  | 5 255    |
| 4     | Kptlt. Heinrich Timm | 14 août 1942      | Narvik       | 14 août 1942      | Harstad      | 1 jour    |          |
|       | Kptlt. Heinrich Timm | 15 août 1942      | Harstad      | 13 septembre 1942 | Neidenfjord  | 30 jours  |          |
| 5     | Kptlt. Heinrich Timm | 14 septembre 1942 | Neidenfjord  | 3 octobre 1942    | Trondheim    | 20 jours  |          |
| 6     | Kptlt. Heinrich Timm | 14 février 1943   | Trondheim    | 1er mars 1943     | Narvik       | 16 jours  |          |
| 7     | Kptlt. Heinrich Timm | 18 mars 1943      | Narvik       | 21 avril 1943     | Narvik       | 35 jours  |          |
|       | Kptlt. Heinrich Timm | 8 mai 1943        | Narvik       | 10 mai 1943       | Hammerfest   | 3 jours   |          |
| 8     | Kptlt. Heinrich Timm | 12 mai 1943       | Hammerfest   | 29 mai 1943       | Trondheim    | 18 jours  |          |
| 9     | Kptlt. Heinrich Timm | 13 juin 1943      | Trondheim    | 24 juin 1943      | Kiel         | 12 jours  |          |
| 10    | Oblt. Franz Säck     | 16 avril 1945     | Kiel         | 19 avril 1945     | Coulé        | 4 jours   |          |
| Total | Total                | Total             | Total        | Total             | Total        | 210 jours | 11 408 t |

Note : Oblt. = Oberleutnant zur see - Kptlt. = Kapitänleutnant

### Opérations Wolfpack
L'U-251 a opéré avec les Wolfpacks (meute de loups) durant sa carrière opérationnelle :
1. Strauchritter (29 avril 1942 - 5 mai 1942)
2. Eisteufel (21 juin 1942 - 12 juillet 1942)
3. Eisbär (27 mars 1943 - 15 avril 1943)

## Navires coulés
L'Unterseeboot 251 a coulé 2 navires marchands ennemi pour un total de 11 408 tonnes au cours des 10 patrouilles (194 jours en mer) qu'il effectua.
| Date            | Nom du navire | Nationalité | Tonnage | Convoi | Fait  |
| --------------- | ------------- | ----------- | ------- | ------ | ----- |
| 3 mai 1942      | Jutland       | Royaume-Uni | 6 153   | PQ-15  | Coulé |
| 10 juillet 1942 | El Capitan    | Panama      | 5 255   | PQ-17  | Coulé |

### Source et bibliographie
- (en) Cet article est partiellement ou en totalité issu de l’article de Wikipédia en anglais intitulé « German submarine U-251 » (voir la liste des auteurs).
- Chris Bishop, historien militaire (trad. de l'anglais par Christian Muguet), Les sous-marins de la Kriegsmarine : 1939-1945 : le guide d'identification des sous-marins [« The spellmount submarine identification guide : Kriegsmarine U-boats 1939-1945 »], Paris, Éd. de Lodi, 2008, 192 p. (ISBN 978-2-84690-327-1, OCLC 470721805, BNF 41298980)